# مدیسون کاتورن

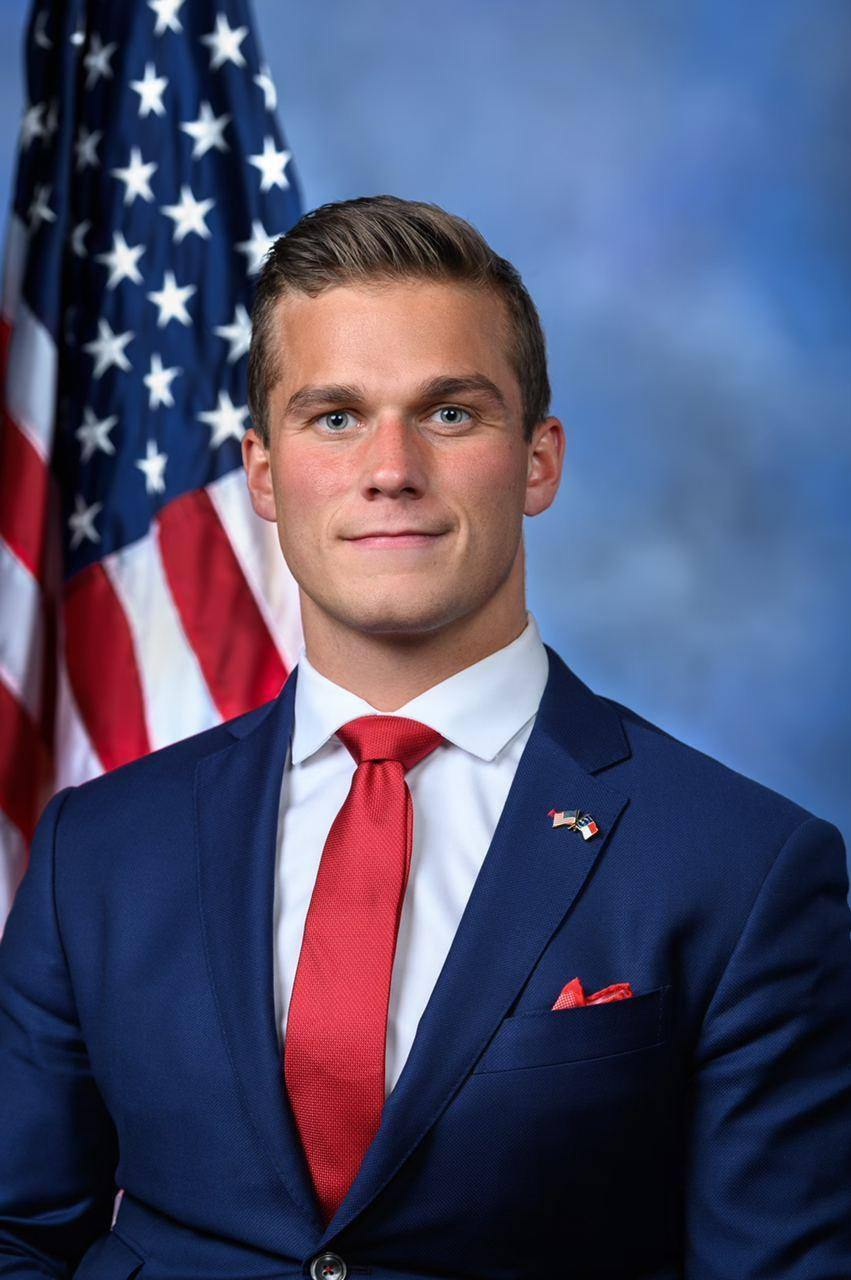
Madison Cawthorn (2020)

دیوید مدیسن کاتورن (به انگلیسی: Madison Cawthorn) (زاده ۱ اوت ۱۹۹۵) بیزنس‌من و سیاستمدار آمریکایی است. او به عنوان یکی از اعضای حزب جمهوری‌خواه، نماینده منتخب حوزه یازدهم کارولینای شمالی در کنگره است. اودر انتخابات ۲۰۲۰ پیروز شد و برای اولین بار به نمایندگی انتخاب شده‌است. او پس ویلیام سی سی کلیبورن و جد جانسونِ پسر، جوانترین نماینده کنگره است.

## تصادف و فلج شدن
در سال ۲۰۱۴، کاتورن در سن ۱۸ سالگی، هنگام بازگشت از سفر تعطیلات بهار در فلوریدا مجروح شد. او سرنشین یک ماشین شاسی بلند در بزرگراه میان ایالتی ۴ بود که در نزدیکی دیتونا بیچ دوستش که رانندگی می‌کرد به خواب رفت و خودرو به یک سد بتونی اصابت کرد. جراحات کاوتورن را نیمه فلج کرد و او هم‌اکنون از صندلی چرخدار استفاده می‌کند. وی در مدت بهبودی با ۳ میلیون دلار بدهی پزشکی مواجه شد. شرکت بیمه دوستش برای پوشش درمانی وی ۳ میلیون دلار به او پیشنهاد کرد، اما کوتورن از این شرکت شکایت کرد و خواستار ۳۰ میلیون دلار غرامت شد. بعداً یک قاضی به نفع بیمه گر حکم داد. پس از این حادثه، وی به عنوان دستیار کارمند در دفتر حوزه مارک مدوز نماینده کنگره مشغول به کار شد.